# Maurice Bourgine
Pour les articles homonymes, voir Bourgine.
Maurice Léon Bourgine, né le 15 janvier 1879 à Saint-Joseph de La Réunion et mort le 23 septembre 1963 à Pamiers, est un administrateur colonial français. Il fut gouverneur de la Côte-d'Ivoire, du Niger et du Dahomey, ainsi que commissaire de la République française au Togo français.

## Biographie
Maurice Bourgine est élève du lycée Leconte-de-Lisle de Saint-Denis de La Réunion. En 1899, il entre à l'École coloniale de Paris. Il est condisciple de Joost van Vollenhoven. Bourgine entre ensuite dans le service colonial en Afrique occidentale française. Il sert à partir de 1903 au Sénégal, de 1911 en Guinée et de 1914 au Dahomey. En 1916, il est transféré en Côte-d'Ivoire où, de 1927 à 1928, il succède à Maurice Lapalud prenant le poste de gouverneur par intérim. En 1933, Bourgine succède au gouverneur du Niger Théophile Tellier, jusqu'en 1934, lorsque Léon Pêtre le remplace. De 1934 à 1935, il est commissaire de la République au Togo et de 1935 à 1937, gouverneur du Dahomey. Dans la capitale de Porto-Novo, Maurice Bourgine épouse en 1936 Éliane Octobon.